# جاك ونايت (أستاذ جامعي)
جاك ونايت (بالإنجليزية: Jack Knight)‏ هو عالم سياسة أمريكي، ولد في 3 فبراير 1952.